# 4085 Weir
4085 Weir eller 1985 JR är en asteroid i huvudbältet som upptäcktes den 13 maj 1985 av den amerikanska astronomen Carolyn S. Shoemaker vid Palomar-observatoriet. Den är uppkallad efter Doris B. Weir.
Asteroiden har en diameter på ungefär 9 kilometer och den tillhör asteroidgruppen Eunomia.